# 施洗聖約翰教堂 (卡迪夫)

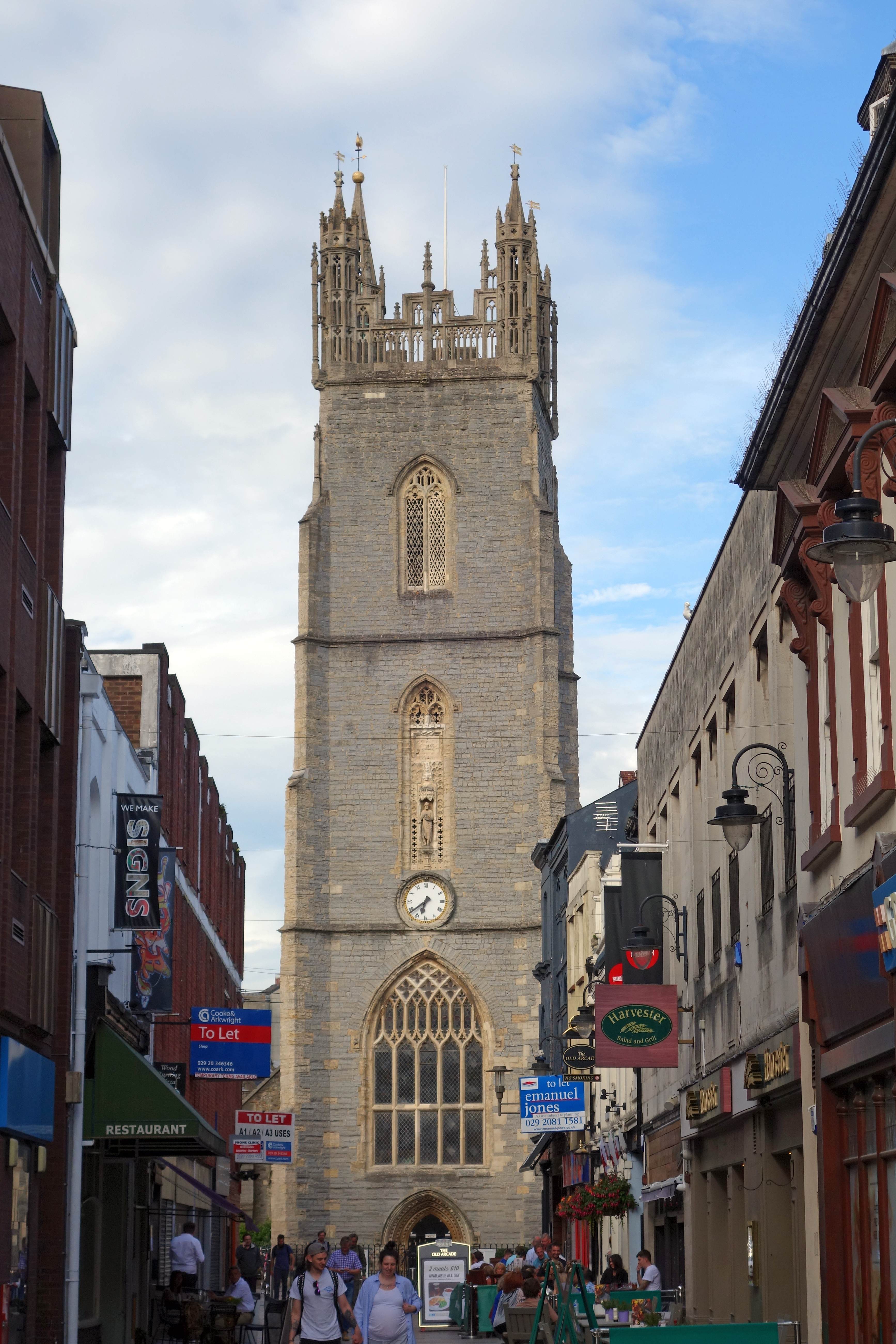
施洗聖約翰教堂

施洗聖約翰教堂（St John the Baptist Church）是英國威爾斯卡迪夫的一座教堂建築，也是一座被列入I級登錄建築的教區教堂。這座教堂是卡迪夫市中心唯一歷史可以追溯至前中世紀的教堂，也是卡迪夫城堡以外唯一的中世紀建築。

## 外部連結
- Home page for St John's Cardiff （页面存档备份，存于）

51°28′51″N 3°10′42″W / 51.48072°N 3.17837°W